# Пјуласки (Вирџинија)
Пјуласки (енгл. Pulaski) град је у америчкој савезној држави Вирџинија. По попису становништва из 2010. у њему је живело 9.086 становника.

## Демографија
Према попису становништва из 2010. у граду је живело 9.086 становника, што је 387 (4,1%) становника мање него 2000. године.
| Група             | 2000.         | 2010.         |
| Белци             | 8.394 (88,6%) | 7.967 (87,7%) |
| Афроамериканци    | 734 (7,7%)    | 708 (7,8%)    |
| Азијати           | 34 (0,4%)     | 53 (0,6%)     |
| Хиспаноамериканци | 191 (2,0%)    | 172 (1,9%)    |
| Укупно            | 9.473         | 9.086         |